# Volksschule an der Herterichstraße
Die Grundschule an der Herterichstraße (früher: Volksschule an der Herterichstraße) steht im Münchner Stadtteil Solln. Der Altbau ist ein denkmalgeschütztes Bauwerk.

## Lage
Das Gebäude liegt an der Herterichstraße 41, Ecke Stridbeckstraße. Der Bereich zwischen der Schule und der nordwestlich davon gelegenen neuen katholischen Pfarrkirche St. Johann Baptist bildet ein Subzentrum neben dem alten Dorfkern und eine Verbindung zwischen Dorfkern und der Villenkolonie Solln. Die Schule, die Kirche und das daneben gelegene katholische Pfarrhaus wurden vom selben Architekten entworfen und bilden ein stilistisches Ensemble.

## Geschichte
Anfang des 20. Jahrhunderts war das Gebäude der alten Dorfschule (heute Kurzbauerstraße 15), vor allem wegen der durch den Bau der Villenkolonie gewachsenen Bevölkerung, zu klein geworden. 1910 erhielt der Architekt Franz Rank, der zuvor auch die neue katholische Pfarrkirche gebaut hatte, den Auftrag für ein neues Schulgebäude. 1911 wurde der Bau fertiggestellt und unter dem Namen Luitpoldschule  (benannt nach Prinzregent Luitpold) eingeweiht.
In den folgenden Jahrzehnten wurde der Bau nicht nur als Schule, sondern auch für andere Zwecke genutzt, zum Beispiel als Gemeindekanzlei, Lager, und Zweigstelle einer Sparkasse. Nach der Eingemeindung Sollns nach München 1938 wurde die Schule in Volksschule der Stadt München umbenannt. 1947 erhielt sie den Namen Volksschule an der Herterichstraße. 1956 wurde neben der Schule ein Erweiterungsbau vom Architekten Ernst Maria Lang fertiggestellt. 
2011 feierte die Grundschule an der Herterichstraße ihr 100-jähriges Bestehen. Im Schuljahr 2012/13 wurde die Ganztagesbetreuung eingeführt und ein neues Gebäude mit Mensa und zwei weiteren Klassenräumen errichtet.

## Bauwerk
Das Gebäude ist im barockisierenden Jugendstil mit heimatlichem Einfluss. Es besitzt ein breit gelagertes Walmdach und in der Mitte einen hervorspringenden Gebäudeteil mit spitzem Giebel. Zu dessen einer Seite befindet sich der Eingang hinter einer Bogenreihe, davor die Skulptur Lesende Kinder, geschaffen 1920 von Karl Lösche. Der Erweiterungsbau von 1956 ist über einen Brückenbau mit dem alten Gebäude verbunden.